# Карлуцьке ханство
Карлукське ханство — тюркська держава, утворена карлуками на території північного Семиріччя, аж до річки Ілі, зі столицею в Койлику (деякий час столицею також був Алмалик).Карлукське ханство було васалом Караханідів до 1130 р., з 1130 і до 1200 рр. — васалом каракитаїв. З 1200 року - самостійна держава.

## Історія

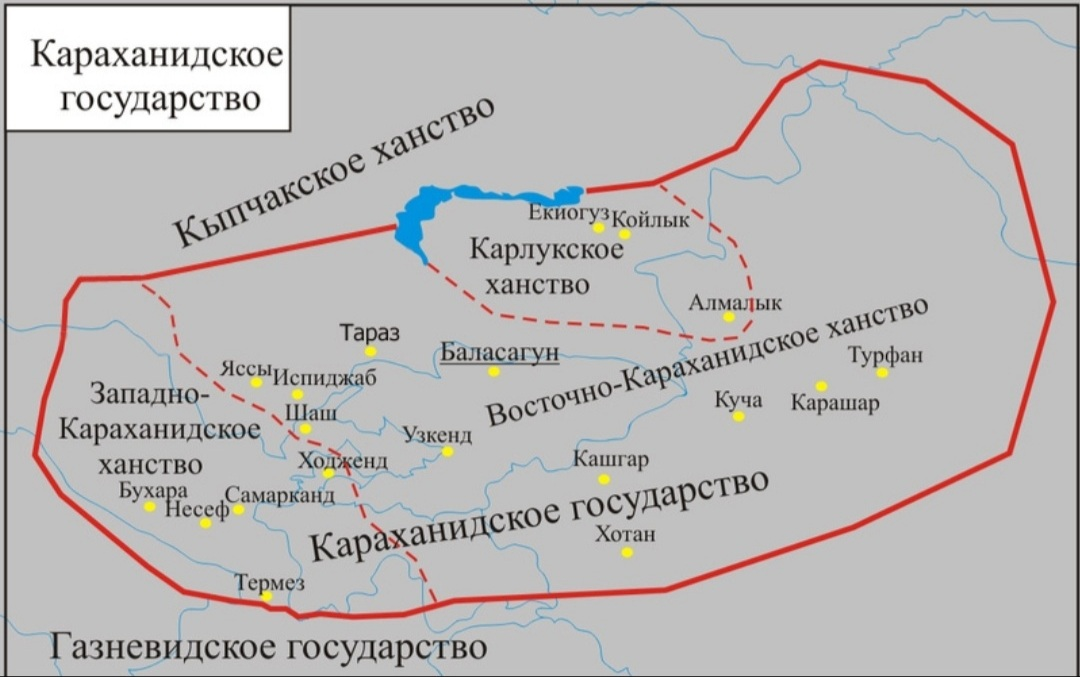
Карлуцьке ханство в складі Караханідської держави бл. 1000 р.

В кінці XII століття почалася громадянська війна в ханстві. Правитель Алмалика Бузар (Озар у Джувейні) оголосив себе ханом і почав війну з карлуцьким Арслан-ханом, однак війна нічого не змінила, все залишилося як було. Обидва карлуцьких правителів об'єдналися проти каракиданів і в результаті стали самостійними правителями.
Коли зі сходу прийшли наймани та монголи, карлуцькі правителі Арслан-хан і Бузар оголосили себе васалами монголів. Карлуки з монголами брали участь у походах на каракитаїв і Хорезмську імперію.
Коли Чингізхан розділив імперію на улуси, Койлицьке володіння Карлукського ханство перейшло в Улус Джучі, а Алмаликське володіння в Улус Чаґатая.

## Хани
- Арслан хан — карлуцький правитель, убитий у правлінні гурхана Чжелугу за підозрою в заколоті.
- Мамду-хан ібн Арслан — карлуцький правитель, син попереднього, союзник Кучлука.
- Арслан хан II — правитель Койлика (1210—1222), брат попереднього. Вів боротьбу з Кучлуком на боці Чингізхана, ставка Койлик.
- Бузар хан (1200-1218 під ім'ям хана Тугріл-хана, ставка Алмалик)
- Сукнак хан (1218-1222, син Бузара)